# Ashland (Mississippi)
Ashland é uma cidade  localizada no estado americano de Mississippi, no Condado de Benton.

## Demografia
Segundo o censo americano de 2000, a sua população era de 577 habitantes. 
Em 2006, foi estimada uma população de 561, um decréscimo de 16 (-2.8%).

## Geografia
De acordo com o United States Census Bureau tem uma área de 
4,7 km², dos quais 4,7 km² cobertos por terra e 0,0 km² cobertos por água. Ashland localiza-se a aproximadamente 196 m acima do nível do mar.

## Localidades na vizinhança
O diagrama seguinte representa as localidades num raio de 24 km ao redor de Ashland. 